# 帆鰭鮋
帆鰭鮋（学名：Ablabys taenianotus），又稱背帶長絨鮋，俗名鈍頂鮋、濟公，為輻鰭魚綱鮋形目真裸皮鮋科的其中一種。

## 分布
本魚分布於印度西太平洋區，包括安達曼海、斐濟、台灣、日本、澳洲等海域。

## 特徵
本魚體延長，側扁。頭短鈍，背緣近垂直或略凹，上方無棘稜。齒絨毛狀，上下頜、鋤骨及腭骨均具齒帶。體被細小圓鱗，埋於皮下。背鰭連續，起點在眼前上方，鰭間無缺刻，最後鰭條一部份與尾鰭相連。體呈淺褐色到深褐色，鼻及前額有白斑，體長不超過10公分。

## 生態
常棲息於礁穴內，有時亦出現於潮池或碎礫石堆上，會躺在礁石上模擬成枯葉狀，伺機捕食小魚或甲殼類，亦可迷惑敵人，以避免危險。各鰭鰭棘亦具毒性。

## 經濟利用
無食用價值，一般皆做下雜魚，偶會在水族館看到。